# John Law (sociologue)
Pour les articles homonymes, voir John Law.
John Law (né le 16 mai 1946) est un sociologue britannique. Il a enseigné à l'Université de Lancaster jusqu'en mars 2010. Il est maintenant responsable d'un programme de recherche au département de sociologie de l'Open University et au Centre de recherche sur l'évolution socioculturelle (CRESC) de l'ESRC.
Ses travaux constituent une contribution majeure à la théorie de l'acteur-réseau telle que développée par Bruno Latour et Michel Callon ainsi qu'aux études du domaine des Science, Technologie et Société.

## Publications
- (en) avec Peter Lodge, Science for social scientists, London : Macmillan, 1984.
- (éd.), Power, action, and belief : a new sociology of knowledge ?, London : Routledge & Kegan Paul, 1986.
- (en) avec Michel Callon, et Arie Rip (éd.), Mapping the dynamics of science and technology : sociology of science in the real world, Basingstoke : Macmillan, 1986.
- (en) Technology and heterogeneous engineering : the case of portuguese expansion, Cambridge, MA : MIT press, 1987.
- (en) avec Gordon Fyfe (éd.), Picturing power : visual depiction and social relations, London : Routledge, 1988.
- ((en) éd.), A Sociology of monsters : essays on power, technology and domination, London : Routledge, 1991.
- (en) avec Wiebe E. Bijker (éd.), Shaping technology/building society : studies in sociotechnical change, Cambridge, Mass. ; London : MIT Press, 1992.
- (en) Organizing modernity, Oxford : Blackwell, 1994.
- (en) avec John Hassard (éd.), Actor Network Theory and After, Blackwell and Sociological Review, Oxford, 1999
- (en) Aircraft stories : decentering the object in technoscience, Durham, NC : Duke University Press, 2002.
- (en) avec Annemarie Mol (éd.), Complexities: Social Studies of Knowledge Practices, Duke UP, 2002.
- (en) After Method: Mess in Social Science Research, Routledge, London, 2004.